# Championnats d'Europe d'aviron 1895
Navigation
Édition précédente Édition suivante
Les championnats d'Europe d'aviron 1895, troisième édition des championnats d'Europe d'aviron, ont lieu en 1895 à Ostende, en Belgique.